# Amictus tigrinus
Amictus tigrinus är en tvåvingeart som beskrevs av Austen 1937. Amictus tigrinus ingår i släktet Amictus och familjen svävflugor.
Artens utbredningsområde är Israel. Inga underarter finns listade i Catalogue of Life.